# Берил Гасталдело
Берил Емилје Полет Гасталдело (фр. Béryl Émilie Paulette Gastaldello; Марсељ, 16. фебруар 1995) — Француска пливачица, вишеструка учесница светских првенстава и Олимпијских игара, национална првакиња и рекордерка и освајачица бројних медаља на највећим светским пливачким такмичењима. Њена примарна дисциплина су спринтерске трке слободним и делфин стилом.

## Спортска каријера
Берил потиче из изразито спортске породице. Њени родитељи су били активни и успешни пливачи, мајка Вероник Жарден је била вишеструка француска првакиња и учесница ЛОИ 1984 и ЛОИ 1992, док је отац Ерик Гасталдело својевремено био национални првак на 50 и 100 метара прсним стилом. Њена бака по оцу, Амели Миркович такође се бавила пливањем и својевремено је била једна од најбољих француских женских такмичарки са 12 титуала националног првака, а такмичила се и на ЛОИ 1960. у Риму.  
Иако је рођена у Марсељу, Берил је одрасла у оближњем градићу Мирамас, у департману Ушће Роне. Иако је пливање почела да тренира са 8 година на наговор родитеља, са озбиљнијим пливачким тренинзима је почела доста касније, са 16 година. Након завршене средње школе одлази у Сједињене Државе на студије на Универзитету Texas A&M за чији пливачки тим је наступала у периоду 2014—2018. године.
На мећународној пливачкој сцени је успешно дебитовала такмичећи се у категорији јуниора, освојивши једно злато (у Београду 2011. на 4×100 слободно) и две бронзе (Хелсинки 2010. на 50 слободно и 4×100 слободно). На светском јуниорском првенству у Лими 2011. освојила је 4. место у финалу штафетне трке на 4×100 м слободним стилом.
Успешан деби у ениорској конкуренцији је имала на Европском првенству у малим базенима, одржаном у француском Шартру 2012, где је освојила по једну златну и бронзану медаљу у тркама штафета на 4×50 слободно и 4×50 мешовито. Годину дана касније на Медитеранским играма у Мерсину осваја злтну медаљу у трци штафета на 4×100 метара слободним стилом.  
На светским првенствима у великим базенима је дебитовала у Казању 2015, где је као чланица француске штафете на 4×100 слободно остварила пласман на осмо место у финалу. У појединачним тркама на 50 леђно (13) и 50 делфин (14. место) је пливала у полуфиналима. 
Успела је да се избори за место у француском олимпијском тиму за ЛОИ 2016. у Рију, наставивши тако низ који су пре ње поставили њена бака Амели и мајка Вероник. У Рију се Берил такмичила у три дисциплине, а највећи успех је постигла пливајући за штафету 4×100 слободно која је заузела високо седмо место у финалу. 
Гасталдело се такмичила и на Олимпијским играма у Токију 2020. и Паризу 2024. године. Набоље резултате постигла је у Паризу, где је у трци мешовитих штафета на 4×100 мешовито француски тим за који су пливали још и Јоан Ндој Бруар, Леон Маршан и Мари Вател, заузео 4. место поставивши нови национални рекорд, заоставши нешто више од две секунде за трећепласираном штафетом Аустралије. Пливала је и у финалним тркама на  4×100 слободно (6. место заједно са Шарлот Боне, Мари Амбр Молу и Мари Вател) и 100 леђно (осмо место).